# Прераждане
Прераждането е основна концепция в различни духовни и религиозни традиции, като хиндуизъм, будизъм и т.н., според която душата преминава през различни етапи на опита или живота по пътя на своето развитие. По един или друг начин определена (същностна) част от живото същество (или в някои варианти, само човешкото същество), може да преживее смъртта в някаква форма, да съхрани натрупания познавателен опит и причинно-следствените импулси, и да се прояви чрез нова форма – тяло. Това обикновено се отнася към Ума, Духа или Душата, Висшият или Истински Аз атман, Божествената Искра или Аз.
Прераждането е повече или по-малко централно понятие в основните индийски религиозни учения като хиндуизъм, джайнизъм, сикхизъм, будизъм. Идеята е фундаментална и за някои гръцки философи и религии, особено в питагорейството. Среща се и в ученията на келтските друиди, и по-късно при заимстващите от източната философия теософия и спиритизма. Среща се и в някои малки общества по света, например в Сибир, Южна Африка, Северна Америка и Австралия.
Прераждането не се среща като концепция в християнството, юдаизма и исляма, макар че някои техни разновидности или секти поддържат идеята за него – напр. катарството, кабала, друзите, розенкройцерите и т.н.

## В литературата, киното и телевизията
- Прераждането е една от основните идеи, залегнали в религията на извънземната раса Минбари от научнофантастичния сериал Вавилон 5. Важна сюжетна линия на сериала е прераждането на душите на Минбарите в човешки тела. Подобна идея лежи в основата на учението на сектата Сциентология.

## Християнска гледна точка
Централно място в християнството заема вярата във Възкресението, която не се съвместява с доктрината за прераждането. Според апологетите на християнството: Тертулиан противопоставя остро доктрината за прераждането на вярата във възкресението. За този виден църковен писател от II в. вярата във възкресението е тази, която защитава истината за неповторимостта на човешката личност. Неговият съвременник Минуций Феликс вижда в доктрината за прераждането изопачено разбиране за възкресението. В своята апология на християнството „Октавий“ той пише: Св. Ириней Лионски изтъква вярата си във възкресението на всеки човек в цялата му духовно-телесна идентичност: Св. Юстин Философ (умрял 167 г.) в попрището си на философ сам бил привърженик на платонизма и вярвал в прераждането. Преломен момент в живота му е разговорът му със старец християнин, когото среща на морския бряг. Този разговор по-сетнешният пламенен защитник на вярата в Христа и Възкресението предава в своя „Диалог с евреина Трифон“. Старецът точка по точка убедително оборва вярата на езическия философ в прераждането и не оставя у него и у читателите на това творение никакво място за съмнение. Друг християнски писател от II век - Атинагор от Атина, пише цял трактат „За възкресението на мъртвите“, който не оставя никакво място за фантазиите на прераждането. В своя фундаментален труд „Срещу Целз“ Ориген – богослов от първата половина на III в., казва по повод на учението за прераждането следното: „Да лекуваме тези, които страдат от глупавата вяра в прераждането.“ И на друго място: „Не вярваме в странстването на душите, нито в това, че душите влизат в телата на неразумните животни.“ Порфирий (232 – 304), може би последният от големите философи на древността, коригира съществено доктрината за прераждането, като приема, че душите на хората след смъртта се завръщат само в човешки тела, а не в животински. Но отношението на Христовите последователи към прераждането остава непроменено.
Блажени Августин (354 – 430) полемизира, или по-скоро осмива учението на Порфирий, като казва: "Според трудовете на Платон човешките души след смъртта преминават в тела, и то дори в тела на животни. [...] На Порфирий това съвсем естествено не се е харесало. Той вярвал, че човешките души влизат само в човешки тела, естествено не в тези, които са напуснали, а в други, нови. Навярно се е срамувал да повярва в първото, не можейки да приеме мисълта, че майката, превърната евентуално в магарица, ще трябва да носи своя син; не се е срамувал обаче да вярва във второто, без да взема под внимание, че обърнатата в младо момиче майка би могла да се ожени за сина си." „Колко по-прекрасно е – пише блаж. Августин – да вярваш в това, че душите само веднъж идват в собствените си тела, отколкото, че многократно преминават в различни тела.“
А ето какво казва той за Платоновата теория за реминисценцията, възкресявана днес от някои привърженици на прераждането: "Платон, този прочут философ, се опитва да ни убеди, че душите са живели тук, на земята, още преди да се свържат с тялото. От това според него следвало, че познанието е по-скоро припомняне на вече познати неща, отколкото познаване на нови. Той разказва например за момче, което отговаряло на зададени му въпроси по геометрия като опитен учен. [...] Но това са лъжливи спомени, подобни на това, което най-често изпитваме в сънните бълнувания. Случва се, такива сънища да навестяват хората дори наяве, причина за което са злите и лъжливи духове, за които е много важно да съществуват такива фалшиви представи за странстването на душите, за да въведат хората в заблуждение".